# NGC 7345
NGC 7345 ist eine linsenförmige Galaxie vom Hubble-Typ S0-a im Sternbild Pegasus am Nordsternhimmel. Sie ist schätzungsweise 427 Millionen Lichtjahre von der Milchstraße entfernt.
Das Objekt wurde am 11. September 1872 von Edouard Stephan entdeckt.